# Les Anges noirs (film, 2009)
Cet article concerne le film de 2009. Pour le roman, voir Les Anges noirs. Pour le film de 1937, voir Les Anges noirs (film, 1937).
Pour plus de détails, voir Fiche technique et Distribution.
Les Anges noirs (The Ministers) est un film américain réalisé par Franc. Reyes (en), sorti en 2009.

## Synopsis
Lors de son dix-huitième anniversaire, Celeste Santana a vu son père se faire froidement assassiner sous ses yeux par un homme appartenant à un groupuscule religieux nommé The Ministers. Des années plus tard, elle est détective à New York et tente de faire le lien entre les différents assassinats que la secte continue d'opérer.

## Fiche technique
- Titre : Les Anges noirs
- Titre original : The Ministers
- Réalisation : Franc. Reyes (en)
- Scénario : Franc. Reyes (en)
- Décors : Kate Foster
- Costumes : Michael Anzalone
- Directeur de la photographie : Frank Byers
- Montage : Tony Ciccone et Philip Pucci
- Producteur : Franc. Reyes (en), Aaron Ray et Jill Footlick
- Société de distribution : Allumbra Pictures et Grow Pictures
- Pays d'origine :  États-Unis
- Langue originale : anglais
- Formats : Couleurs - 1,85:1 - Dolby Digital
- Durée : 89 minutes
- Dates de sortie en salles :
  -  États-Unis : 16 octobre 2009
  -  France : 5 juin 2013 (Sorti directement en DVD)

## Distribution
- John Leguizamo (V.F. : Jean-Marco Montalto) : Dante / Perfecto
- Harvey Keitel (V.F. : Jérôme Keen) : Joseph Bruno
- Florencia Lozano (V.F. : Agnès Manoury) : Celeste Santana
- Diane Venora : Gina Santana
- Wanda De Jesus (V.F. : Coco Noël) : Capitaine Diaz
- Manny Perez (V.F. : Fabien Briche) : Détective Manso
- Saul Stein (V.F. : Yann Pichon) : Détective Demarco
- Benny Nieves : Alberto Santana
- Luis Antonio Ramos (V.F. : François Tavares) : Carlos Rojas
- Raquel Castro : Nereida
- Tammy Trull : Liz
- Raquel Jordan (V.F. : Céline Melloul) : Alma
- Adrian Martinez (V.F. : Philippe Valmont) : Mike

Source et légende : Version française (V. F.) sur RS Doublage et selon le carton de doublage.